# Zemplínske vrchy
Koordinaten: 48° 27′ N, 21° 43′ O

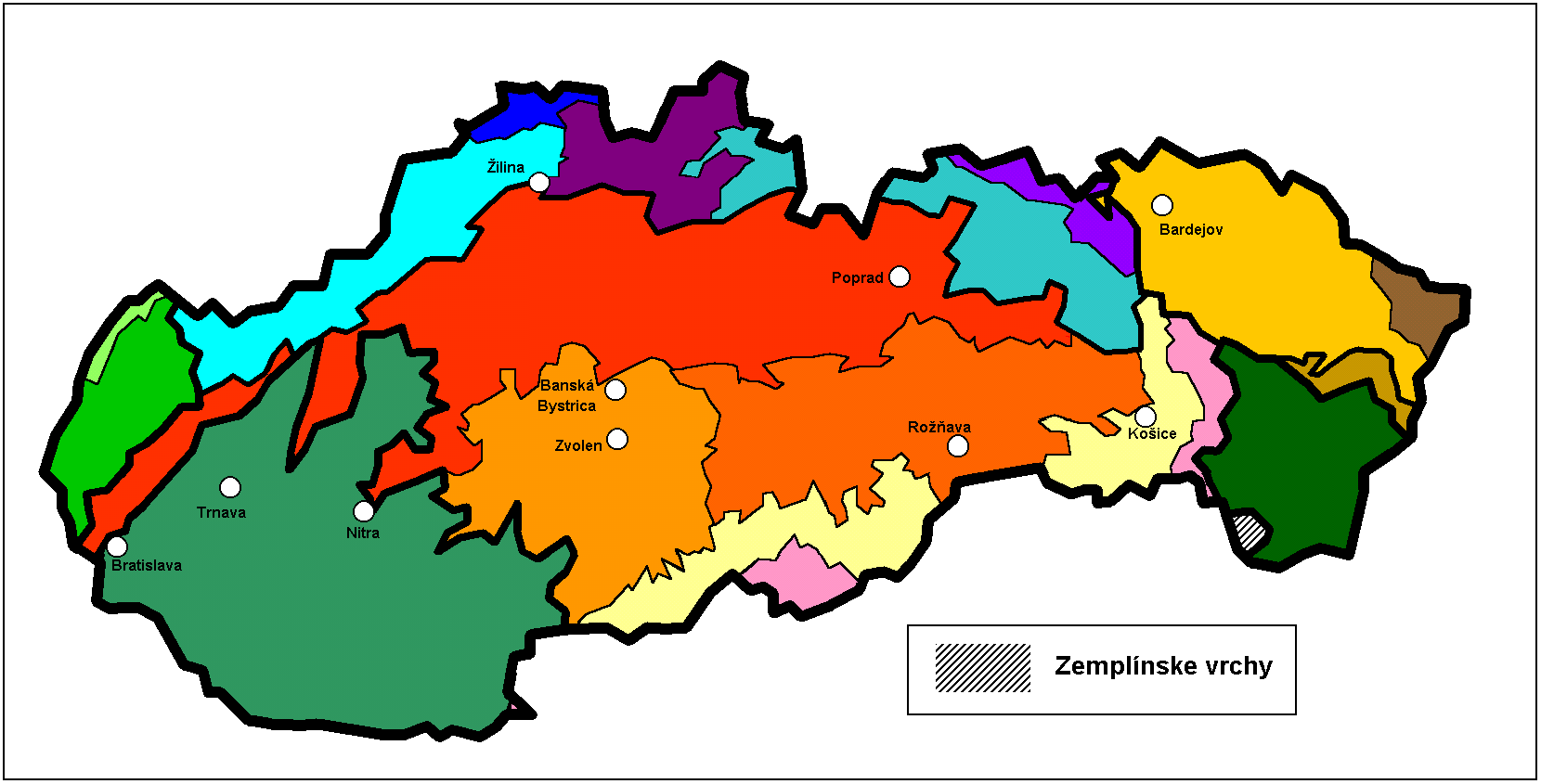
Die Zemplínske vrchy innerhalb der Geomorphologischen Einteilung der Slowakei

Zemplínske vrchy (wörtlich „Sempliner Gebirge“, ungarisch „Zemplény hegység“) ist ein flächenmäßig kleines Gebirge in der südöstlichen Slowakei an der Grenze zu Ungarn und im Tokajer Weingebiet. Es handelt sich um eine Landschaftseinheit des geomorphologischen Mátra-Slanec-Gebiets.
Der höchste Berg heißt Rozhľadňa (469 m). Ein wichtiger Fluss heißt Roňava – dieser bildet auch abschnittsweise die Grenze zu Ungarn. Geologisch besteht das Gebirge vor allem aus karbonischen Sedimenten.